# Grove Dictionary of Music and Musicians
The Grove Dictionary of Music and Musicians – anglojęzyczny leksykon zawierający hasła dotyczące muzyki i muzyków. Wraz z niemieckojęzycznym Die Musik in Geschichte und Gegenwart jest najważniejszym i największym dziełem dotyczącym muzyki europejskiej. W ostatnich latach dostępny jest także w wersji elektronicznej.
Po raz pierwszy wydany został jako Dictionary of Music and Musicians in four volumes (1878, 1880, 1883, 1899) pod redakcją sir George’a Grove’a. Najnowsze wydanie (The New Grove Dictionary of Music and Musicians, wyd. 2) zostało opublikowane w 2001 roku i obejmuje 29 tomów. Jego redaktorem był Stanley Sadie (zm. 2005).

## Oxford Music Online
Drugiemu wydaniu New Grove towarzyszyło uruchomienie wersji internetowej, która jest dostępna za opłatą. Znajdują się w niej artykuły wydane w wersji papierowej, które są w razie konieczności uaktualniane.

## New Grovewyd. 2 - spis woluminów
| wolumin | zawartość                                       | rok wydania | ilość stron |
| ------- | ----------------------------------------------- | ----------- | ----------- |
| 1       | A to Aristotle.                                 | 2001        | 912         |
| 2       | Aristoxenus to Bax.                             | 2001        | 937         |
| 3       | Baxter to Borosini.                             | 2001        | 919         |
| 4       | Borowski to Canobbio.                           | 2001        | 938         |
| 5       | Canon to Classic rock.                          | 2001        | 929         |
| 6       | Claudel to Dante.                               | 2001        | 935         |
| 7       | Đ`an tranh to Egüés.                            | 2001        | 916         |
| 8       | Egypt to Flor.                                  | 2001        | 947         |
| 9       | Florence to Gligo.                              | 2001        | 947         |
| 10      | Glinka to Harp.                                 | 2001        | 929         |
| 11      | Harpégé to Hutton.                              | 2001        | 900         |
| 12      | Huuchir to Jennefelt.                           | 2001        | 950         |
| 13      | Jennens to Kuerti.                              | 2001        | 950         |
| 14      | Kufferath to Litton.                            | 2001        | 897         |
| 15      | Liturgy to Martinů.                             | 2001        | 945         |
| 16      | Martín y Coll to Monn.                          | 2001        | 946         |
| 17      | Monnet to Nirvana.                              | 2001        | 929         |
| 18      | Nisard to Palestrina.                           | 2001        | 957         |
| 19      | Paliashvili to Pohle.                           | 2001        | 942         |
| 20      | Pohlman to Recital.                             | 2001        | 915         |
| 21      | Recitative to Russian Federation, SI.           | 2001        | 939         |
| 22      | Russian Federation, SII to Scotland.            | 2001        | 922         |
| 23      | Scott to Sources.                               | 2001        | 930         |
| 24      | Sources of instrumental ensemble music to Tait. | 2001        | 933         |
| 25      | Taiwan to Twelve Apostles.                      | 2001        | 940         |
| 26      | Twelve-note to Wagner tuba.                     | 2001        | 980         |
| 27      | Wagon to Żywny.                                 | 2001        | 897         |
| 28      | Appendixes.                                     | 2001        | 647         |
| 29      | Index / by Margot Levy.                         | 2001        | 813         |